# KGA 10-525
KGA 10-525 es el nombre de catálogo, con nombre común Konso, de un cráneo fósil parcial de Paranthropus boisei, de una antigüedad de 1,4 millones de años (dentro del Calabriense) hallado por A. Amzaye en 1993, en el yacimiento Konso-Gardula, Etiopía, publicada la descripción en 1997 por G. Suwa et al.
Las iniciales KGA del nombre corresponden al yacimiento paleontológico Konso-Gardula, ahora conocido como Konso, Etiopía. Este fósil, KGA 10-525, está englobado, junto a otros dentro del nombre KGA 10. Otro es KGA 10-1, una mandíbula encontrada en el mismo yacimiento, con el compone un cráneo excepcional para el estudio.

## Taxonomía y descripción
El cráneo de Konso es el de mayor tamaño de los P. boisei. Como otros robustos ha generado dudas en su clasificación, Suwa (1997) y otros lo catalogan como un australopitecino robusto, pero con algunos rasgos únicos de P. boisei, por ejemplo la dentición. Suwa y White hacen una apostilla indicando que ciertas características solo están en KNM-WT 17000, Paranthropus aethiopicus. Todo esto lleva a la posibilidad de que haya una gran variación entre las distintas poblaciones y este ejemplar estaría en medio de los de la garganta de Olduvai y los P. robustus de Sudáfrica, y quedarían todos los Paranthropus englobados en una única especie.
Tiene  una capacidad craneal de 545 cm² y pertenece, probablemente, a un macho adulto de gran tamaño. Conserva gran parte de la cara, faltando el hueso frontal y la base craneal anterior.